# Perrero
Perrero is een gemeente in de Italiaanse provincie Turijn (regio Piëmont) en telt 779 inwoners (31-12-2004). De oppervlakte bedraagt 63,4 km², de bevolkingsdichtheid is 12 inwoners per km².

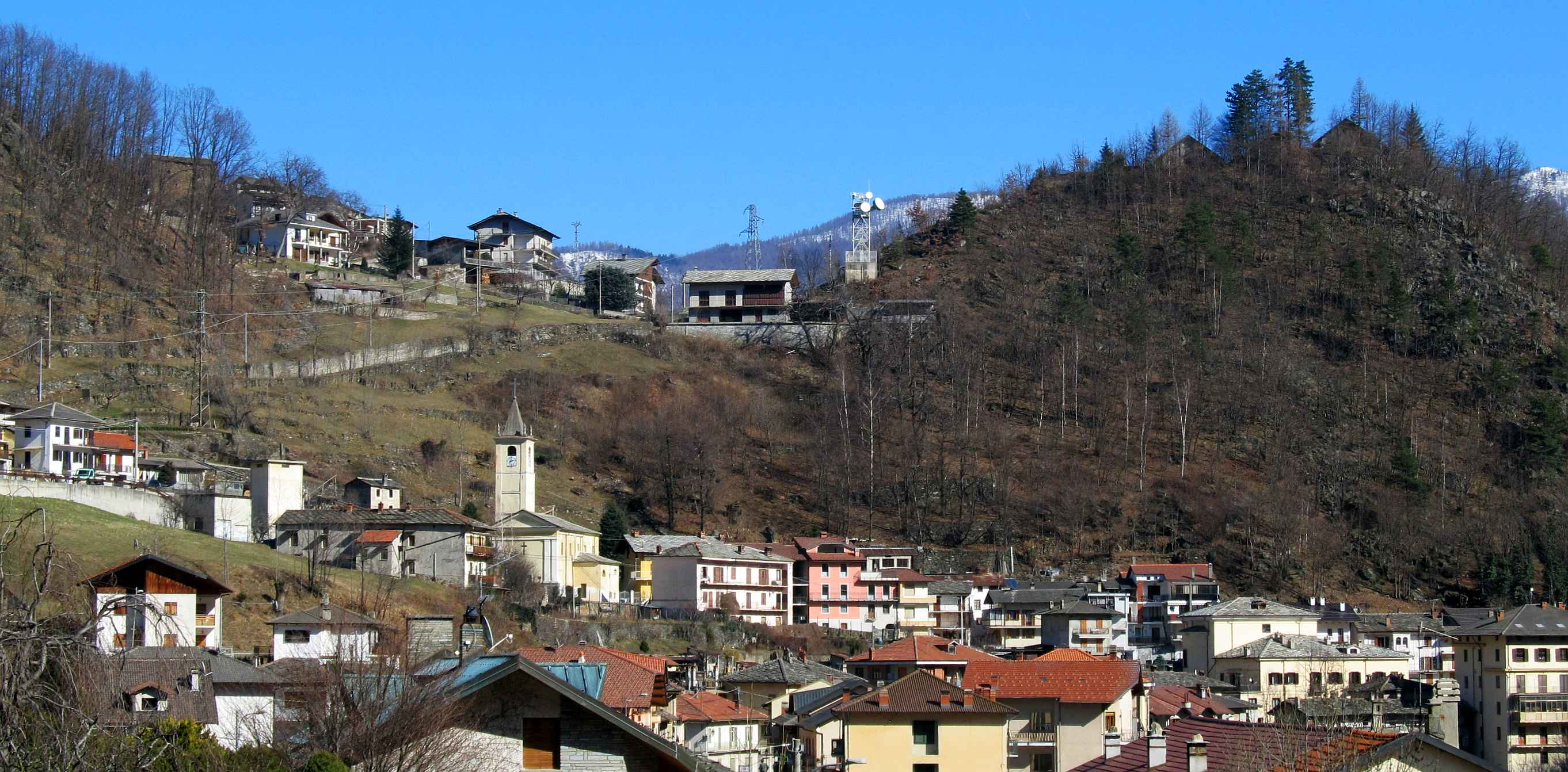
Perrero
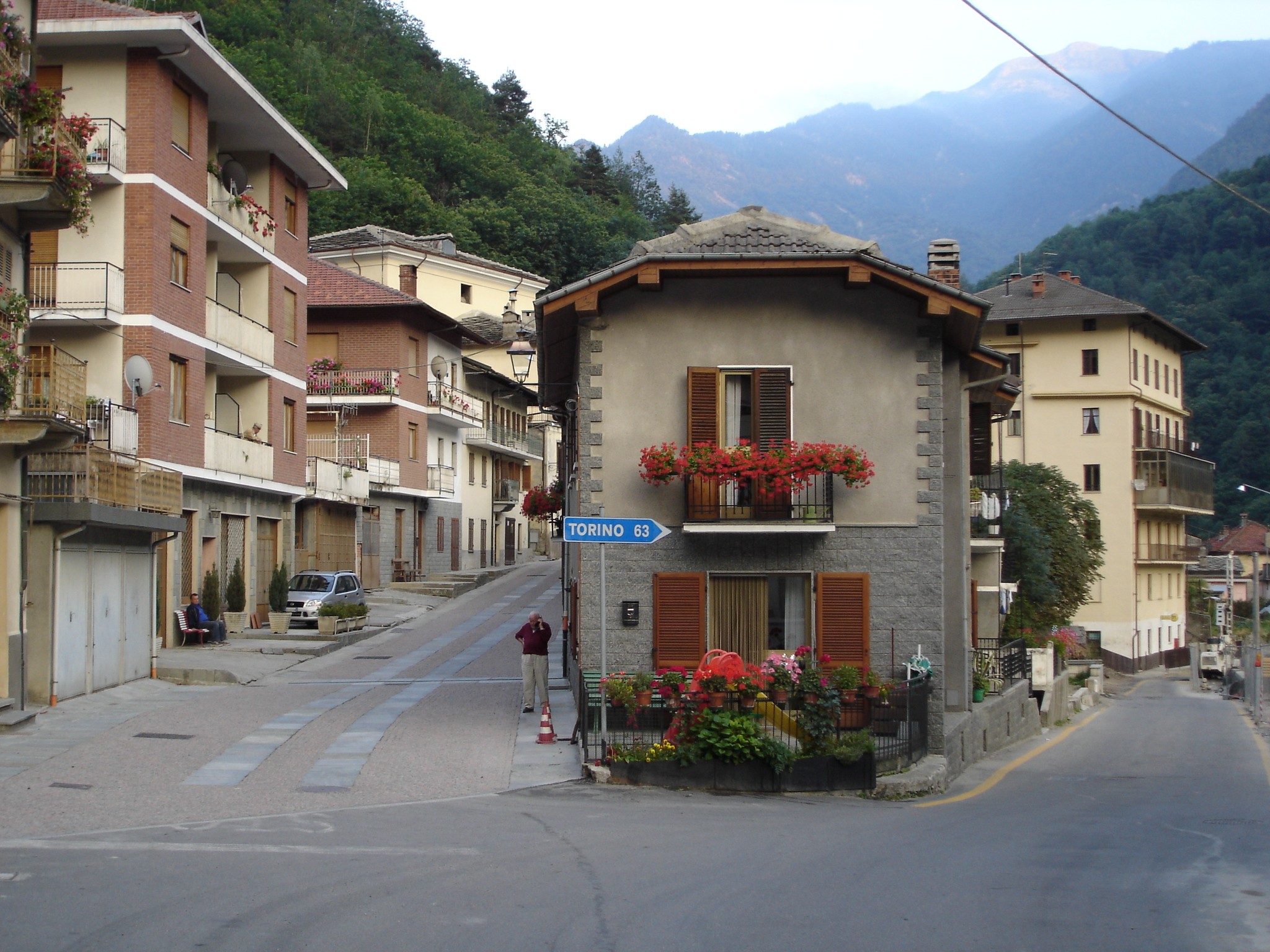
Perrero
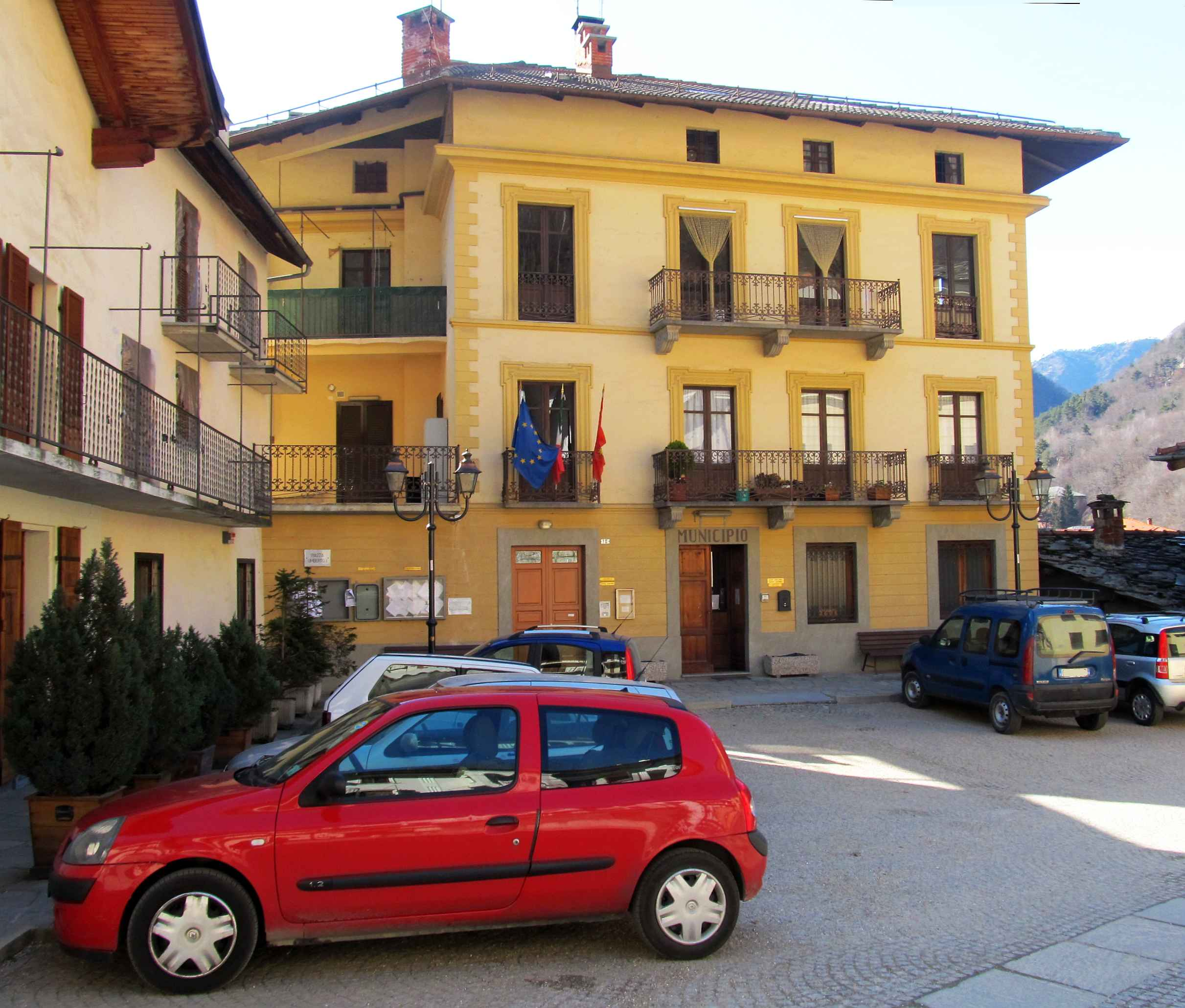
Gemeentehuis

## Demografie
Perrero telt ongeveer 412 huishoudens. Het aantal inwoners daalde in de periode 1991-2001 met 14,3% volgens cijfers uit de tienjaarlijkse volkstellingen van ISTAT.
| Jaar | Inwoneraantal |
| ---- | ------------- |
| 1991 | 902           |
| 2001 | 773           |

## Geografie
Perrero grenst aan de volgende gemeenten: Roure, Perosa Argentina, Massello, Pomaretto, Salza di Pinerolo, Prali, Pramollo, Angrogna, Villar Pellice.
1. ↑  https://demo.istat.it/?l=it.